# Giulio Cesare Casseri
Giulio Cesare Casseri (Piacenza, 1552 circa – Padova, 8 marzo 1616) è stato un anatomista italiano.

## Biografia
Inserviente e poi allievo di Girolamo Fabrici d'Acquapendente a Padova, insegnò privatamente anatomia, in quanto i suoi successi come insegnante e come studioso destarono l'invidia del Fabrici che ne fece cessare le lezioni pubbliche, riprese solo più tardi 1609 dalla cattedra di anatomia dello Studio. Casseri raggiunse buona fama e buoni guadagni anche come chirurgo.
Casseri studiò gli organi della voce e dell'udito non solo dal punto di vista dell'anatomia umana, ma anche dell'anatomia comparata e della fisiologia. Sue opere: De vocis auditusque organis historia anatomica (1600), il Pentestheseion (1609) sui cinque organi di senso; 10 Tabulae de formato foetu (1626) e soprattutto le famose 78 Tabulae anatomicae (1627).